# Lemula
Lemula is een kevergeslacht uit de familie van de boktorren (Cerambycidae). De wetenschappelijke naam van het geslacht werd voor het eerst geldig gepubliceerd in 1884 door Bates.

## Soorten
Lemula omvat de volgende soorten:
- Lemula bruneipennis Shimomura, 1979
- Lemula coerulea Gressitt, 1939
- Lemula confusa Holzschuh, 2009
- Lemula crucifera Shimomura, 1979
- Lemula cyanipennis Hayashi, 1974
- Lemula decipiens Bates, 1884
- Lemula densepunctata Hayashi, 1974
- Lemula fracta Holzschuh, 1998
- Lemula gorodinskii Holzschuh, 1999
- Lemula inaequalicollis Pic, 1957
- Lemula japonica Tamanuki, 1938
- Lemula lata Holzschuh, 2009
- Lemula longipennis Shimomura, 1979
- Lemula nishimurai Seki, 1944
- Lemula obscuripennis Shimomura, 1979
- Lemula par Holzschuh, 1998
- Lemula pilifera Holzschuh, 1991
- Lemula rufithorax Pic, 1901
- Lemula setigera Tamanuki & Mitono, 1939
- Lemula testaceipennis Gressitt, 1939
- Lemula viridipennis Holzschuh, 1993